# Kaira alba
Kaira alba là một loài nhện trong họ Araneidae.
Loài này thuộc chi Kaira. Kaira alba được Nicholas Marcellus Hentz miêu tả năm 1850.